# Faidra (drama)
Faidra (franska: Phèdre), även Fedra, är ett drama i 5 akter av den franske tragedidramatikern Jean Racine. Pjäsen spelades första gången i Frankrike den 1 januari 1677.

## Handling

### Akt 1
Hippolytos, son till en amasonkvinna, avslöjar för sin lärare Theramenes att han vill ge sig av ifrån staden Troizen, med förevändningen att han vill leta efter sin far, kung Theseus, som varit försvunnen i ett halvår, medan hans egentliga motiv är att han, som förbjudet är, förälskat sig i Aricia, prinsessa av Aten. Samtidigt avslöjar hans styvmor Faidra för amman Oinone, att hon är förälskad i Hippolytos. När några sjömän hittar kung Theseus död, är ett sammanförande av Faidra och Hippolytos plötsligt legitimt. Faidras vill samtidigt påverka så hennes egen son kan väljas som ny kung.
| ”                          | Och nu delar sig Aten. En del vill ha er son till kung; och andra, som glömmer lagarna, vill ge sin röst åt främlingkvinnans son. | „ |
| – Panope, ur akt 1, scen 4 | |   |

### Akt 2
Hippolytos väljer att avstå från sin kandidatur och tänker resa till Aten och förespråka Aricia. Faidra avslöjar för Hippolytos att hon har honom kär, men när han avvisar henne, tar hon hans svärd och hotar ta sitt liv. Aten väljer Faidras son till kung. Ett dunkelt rykte talar om att kung Theseus varit synlig i Epirus.

### Akt 3
Faidra bestämmer sig för att lägga skulden på Hippolytos genom att tänka ut en berättelse kring han övergivna svärd. När Theseus kommer hem, blir han förvånad över det kalla mottagandet, och förvånad över att höra att Hippolytos vill ge sig av därifrån.

### Akt 4
Efter att ha hört Faidras lögn, anklagar Theseus sin son. Hippolytos bedyrar sin oskuld, och berättar istället att han har Aricia kär. Theseus tror honom inte, och skickar sin son i landsflykt, samt ber en bön till Neptunus om att guden ska hämnas på Hippolytos. När Faidra hör att Hippolytos håller Aricia kär, blir hon så svartsjuk att hon vill se till så att Theseus tar Aricias liv. Oinone försöker lugna henne, men blir då beskylld som förrädare.

### Akt 5
Innan Hippolytos flyr kommer han och Aricia överens om att ses i ett tempel utanför Troizen och där lova varandra evig kärlek. Theseus börjar tvivla på sin sons skuld och vill fråga Oinone om råd. Han får emellertid höra att hon dränkt sig och tar det som att Neptunus redan hört hans vredes bön, och ångrar sig. Men när Theseus just sträckt ut handen kommer också budet om Hippolytos död genom att hästarna skrämts i sken. Theseus erkänner Hippolytos oskuld, Faidra begår självmord genom att ta gift, och Aricia blir adopterad som kungens dotter.